# Palais de Taz

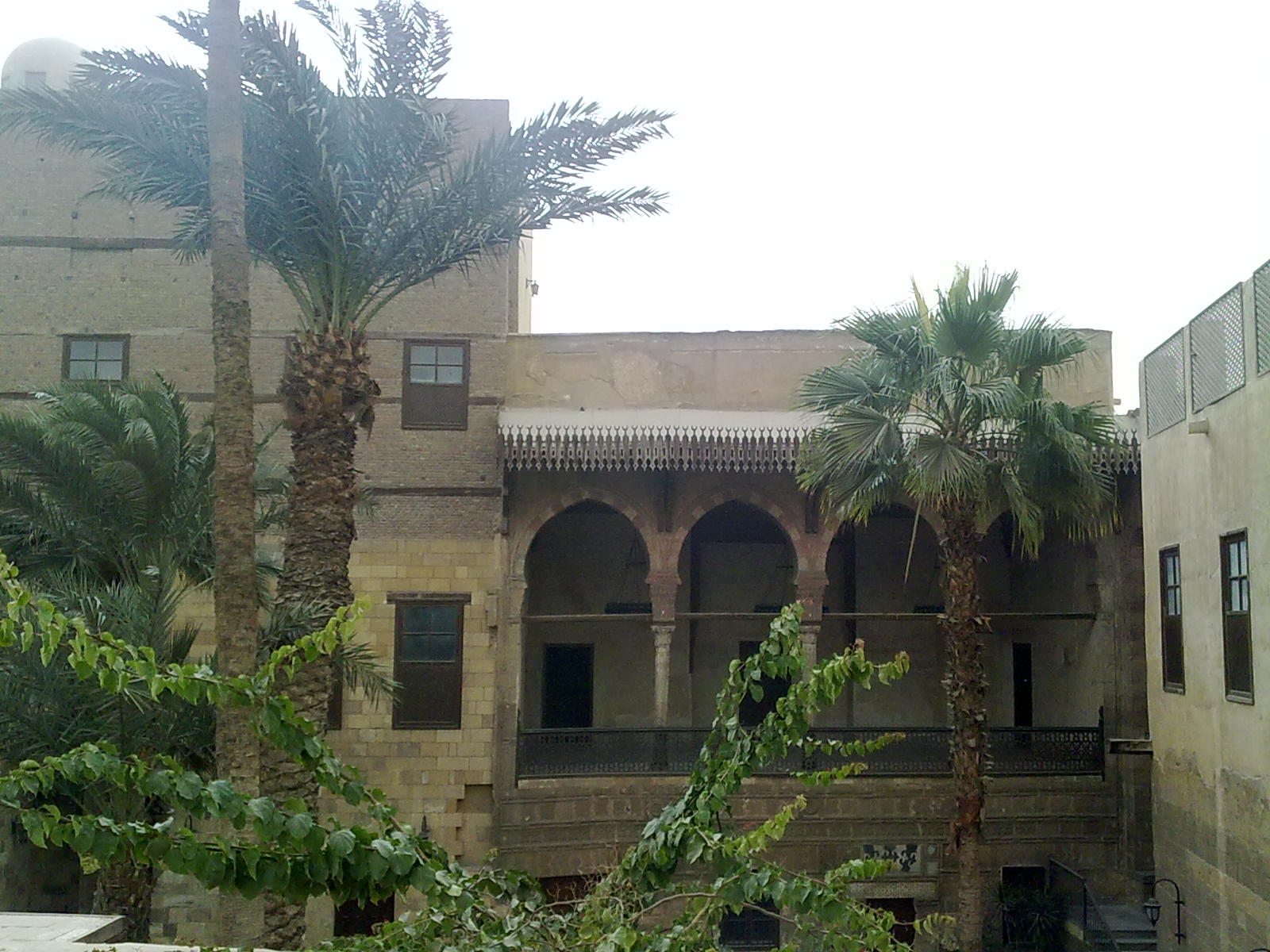
Palais de Taz

Le palais de Taz est un bâtiment mamelouk situé au Caire, dans le quartier de Khalifa. Il a été construit en 1352 sur ordre de l'émir mamelouk Seifeddine Taz Ibn Katghag pour célébrer son mariage avec une fille du sultan An-Nâsir Muhammad ben Qalâ'ûn et constitue un des rares exemples d'architecture civile mamelouke avec le palais de l'émir Yashbak min Mahdi (XIVe et XVe siècles). Il est installé dans un endroit stratégique : la rue d'Al-Suyyufiya ("des épées"), haut lieu de pouvoir à l'époque Mamelouke, et sert actuellement de centre culturel après une restauration en 2002. 

## Histoire et architecture
Originellement, le palais se composait de trente-trois salles organisées autour de deux qa'a, c’est-à-dire salles de réception. En 1678, le bloc d'entrée fut ajouté par les ottomans qui dirigeaient alors le pays, mais en respectant le style mamelouk. À la fin du XIXe siècle, de nouvelles réfections ont eu lieu, alors que le bâtiment était transformé en école pour filles, la première dans l'histoire de l'Égypte. 

## Restauration
Relativement négligé, le palais sert de dépôt de matériel scolaire jusqu'en 2000, mais deux séismes, en 1992 et 2002, entraînent son effondrement partiel. Dès 2002, une restauration égyptienne est donc entreprise sous la direction de Aymane Abdel-Moneim, qui cherche à « conserver le style original du palais mamelouk et les constructions annexées aux bâtiments à l'époque ottomane »  Les travaux de restauration ont permis de mettre au jour une saqia vieille de 350 ans, et une écurie, élément fréquent dans les palais mamelouk, l'équitation (la furusiyya) étant la base de l'enseignement militaire. D'autres trouvailles ont consisté en des manuscrits et un minbar. Il a été ensuite décidé par le ministère de la Culture égyptien de transformer le palais en un centre culturel qui a été inauguré par Mme Suzanne Moubarak en 2005. 